# Мерш (кантон)
Мерш (Miersch) — кантон в складі округу Люксембург герцогства Люксембург.

## Адміністративний поділ

### Комуни
Кантон включає в себе 11 комун:
| Комуна            | Площа, км² | Населення, осіб | Рік  | Центр             | Поселення |
| ----------------- | ---------- | --------------- | ---- | ----------------- | --------- |
| Беванж-сюр-Аттерт | 18,87      | 1995            | 2008 | Беванж-сюр-Аттерт | 4         |
| Біссен            | 20,75      | 2796            | 2008 | Біссен            | 1         |
| Кольмар-Берг      | 12,31      | 1711            | 2001 | Кольмар-Берг      | 1         |
| Ларошетт          | 15,40      | 1742            | 2001 | Ларошетт          | 2         |
| Лінтген           | 15,25      | 2226            | 2001 | Лінтген           | 3         |
| Лоренцвейлер      | 17,45      | 2985            | 2004 | Лоренцвейлер      | 5         |
| Мерш              | 49,74      | 7012            | 2001 | Мерш              | 8         |
| Номмерн           | 22,44      | 954             | 2001 | Номмерн           | 4         |
| Тунтанж           | 18,73      | 1034            | 2008 | Тунтанж           | 5         |
| Фішбах            | 19,61      | 739             | 2006 | Фішбах            | 4         |
| Геффінген         | 13,34      | 824             | 2001 | Геффінген         | 4         |

### Населені пункти
Нижче подано всі населені пункти кантону за комунами:

### Найбільші міста
Населені пункти, які мають населення понад 1 тисячу осіб:
| Населений пункт | Населення, осіб | Рік  | Комуна       |
| --------------- | --------------- | ---- | ------------ |
| Мерш            | 3345            | 2001 | Мерш         |
| Біссен          | 2796            | 2008 | Біссен       |
| Кольмар-Берг    | 1711            | 2001 | Кольмар-Берг |
| Лінтген         | 1686            | 2001 | Лінтген      |
| Роллінген       | 1436            | 2009 | Мерш         |
| Ларошетт        | 1359            | 2001 | Ларошетт     |

## Демографія
Динаміка чисельності населення